# Christian de Villebois-Mareuil
Pour les articles homonymes, voir Villebois (homonymie).
Christian de Villebois-Mareuil est un homme politique et journaliste français né le 10 août 1852 à Grez-en-Bouère, mort le 22 avril 1924 à Grez-en-Bouère.

## Biographie

### Jeunesse
Christian de Villebois-Mareuil est le fils de Félix de Villebois-Mareuil et de Marie-Léonie de Cornulier, et le petit-fils de Félix de Villebois. Il passa son enfance au château de Bois-Corbeau situé sur la commune de Saint-Hilaire-de-Loulay (Vendée), et au château de la Guenaudière, à Grez-en-Bouère. Il était le frère du colonel Georges de Villebois-Mareuil.
Après des études de médecine à Paris et à Nantes, qu'il abandonne, il effectue son droit à Paris.

### Carrière politique
Devenu avocat spécialisé dans les causes criminelles ou politiques, il plaide notamment pour la France nouvelle contre Léon Gambetta. En 1878, il devient conseiller municipal, puis maire de Grez-en-Bouère.
En 1880, il quitte Paris pour exploiter ses propriétés agricoles, devient vice-président des associations agricoles de la Mayenne et un des fondateurs du syndicat central des agriculteurs de France. Il devient conseiller général de la Mayenne par le canton de Grez-en-Bouère.
Le Comité Conservateur de Château-Gontier le désigna en 1889 pour participer aux Élections législatives de 1889. Il est élu député monarchiste et catholique. Bien qu’il appartient à la minorité de droite, il fait partie du bureau en qualité de secrétaire de la Chambre des députés, où il est élu en 1892 et 1893. Membre de la Commission des Douanes, il y fournit un travail considérable.
Désigné par ses amis pour faire partie de la Commission d’enquête sur le scandale de Panama, il y joua aussi un rôle important, et le président Henri Brisson, pourtant son adversaire politique, lui rendit bien souvent hommage à sa clairvoyance et à sa loyauté.
Il ne se représente pas en 1893 et 1898 : pour des problèmes de santé, il est remplacé par le duc de Broglie. À la mort de son successeur, il est réélu en 1906 et aux Élections législatives de 1910 et continue de siéger à droite. Il ne se représente pas en 1914 : Jacques Duboys-Fresney lui succède comme député.

## Journaliste, écrivain
Ses travaux le firent remarquer, au lendemain de la guerre franco-allemande de 1870, par les directeurs des journaux et revues traditionalistes fort nombreux à l’époque, qui lui offrirent une collaboration. « L’Union », « Le Triboulet », et d’autres encore, publièrent ses articles durant plusieurs années. Il est aussi journaliste, rédacteur de la France Nouvelle. Il écrit un roman Ali Mokar ben Salem et un essai La République de Thélin.
Il était membre de l'Association de la Presse Catholique et monarchique départementale.
Il préside de 1906 à 1919 le Conseil d’Administration de La Gazette de Château-Gontier, dont il assura sa direction politique. Il reste membre du Conseil jusqu'à sa mort en 1924.